# Saint-Georges-des-Gardes
Saint-Georges-des-Gardes è un comune francese soppresso e frazione del dipartimento del Maine e Loira nella regione dei Paesi della Loira. Dal 15 dicembre 2015 si è fuso con i comuni di Chemillé-Melay, La Chapelle-Rousselin, Cossé-d'Anjou, La Jumellière, Neuvy-en-Mauges, Sainte-Christine, Chanzeaux, Saint-Lézin, La Salle-de-Vihiers, La Tourlandry e Valanjou per formare il nuovo comune di Chemillé-en-Anjou.

## Società

### Evoluzione demografica
Abitanti censiti